# Judith Dommermuth
Judith Dommermuth (geb. Bedorf, * 1976 in Aachen) ist ein deutsches Model sowie Gründerin und Unternehmerin des Modelabels Juvia.

## Leben
Judith Dommermuth wuchs in verschiedenen deutschen Städten auf. Ihr Vater Wolfgang Bedorf ist Elektrotechniker und war zuletzt Vorstandsmitglied der Nexans S.A. in Paris. Ihre in Guatemala geborene Mutter Ana Beatriz Bedorf ist Architektin. Dommermuth hat eine Zwillingsschwester. Sie studierte Betriebswirtschaft in Essen und beendete das Studium nach dem Vordiplom.
Von 2006 bis 2010 war sie  mit dem Modeunternehmer Bernd Berger verheiratet. Heute sind beide Geschäftsführer des Modelabels Juvia. Seit 2012 ist Judith Dommermuth mit United-Internet-Gründer Ralph Dommermuth verheiratet. Das Paar lebt in Montabaur.

## Karriere
Als Model war Judith Dommermuth bei der Modelagentur eastwestmodels in Frankfurt am Main unter Vertrag. Dommermuth trat unter anderem zehn Jahre lang als das Gesicht der Fluglinie Air Berlin auf.
2013 gründete sie das Modelabel Juvia, das im Jahr 2018 einen Umsatz von 16 Mio. Euro erwirtschaftete. In ihrem Unternehmen beschäftigt Dommermuth hauptsächlich Frauen.
Judith Dommermuth war von 2014 bis 2018 im Vorstand der BILD hilft e. V. „Ein Herz für Kinder“. Seit 2016 engagiert sie sich neben Uschi Glas und anderen Vorstandskollegen bei Brotzeit e. V. Dommermuth managt zudem Projekte der Ralph und Judith Dommermuth Stiftung. Am 26. Mai 2019 warb sie mit ihrem Modelabel Juvia und dem Influencer-Netzwerk Place to B mit dem Projekt  #Mega (Make Europe Great Again) mit einer speziellen Kollektion für eine hohe Beteiligung an der Europawahl.
Seit dem 19. November 2020 ist sie Mitglied im Aufsichtsrat des Fußballvereins Borussia Dortmund (BVB). Im Dezember 2020 wurde Dommermuth von einer Jury des  Focus Magazins als eine der wichtigsten 100 Frauen Deutschlands ausgezeichnet.